# Elias Bickerman
Elias Joseph Bickerman (anche Bickermann, o Bikerman) (Kišinëv, 1º giugno 1897 – Tel Aviv, 31 agosto 1981) è stato uno storico e grecista moldavo naturalizzato statunitense, studioso in particolare della cultura giudeo-ellenistica.

## Biografia
Elias Bickerman nacque nell'Impero russo sotto Nicola II a Kišinëv, capoluogo della Bessarabia, attualmente in Moldavia in una famiglia di religione israelita. Seguì i suoi familiari dapprima a Odessa, dove suo padre Giuseppe Menassievich Bickerman fu professore di storia nella locale università, e poi a San Pietroburgo (1905). Si iscrisse nel 1915 all'Università di San Pietroburgo, dove fu allievo di Michael Rostovtzeff. Nel 1916 dovette interrompere gli studi perché chiamato alle armi nell'esercito russo. Dopo aver preso parte alla guerra civile russa, nel 1922 riuscì a emigrare con i suoi genitori e il fratello Jacob nella Germania weimeriana.
Studiò nella Humboldt Universität di Berlino e si laureò nel 1926 con una tesi, sull'editto di Caracalla, che ottenne dignità di stampa. 
Durante la permanenza in Germania scrisse, in lingua tedesca, alcune fra le importanti monografie nel campo della civiltà greca. Nel 1933, con l'avvento al potere dei nazisti, Bickerman nuovamente esule si rifugiò in Francia, dove insegnò all'École des Hautes Études. Rimase a Parigi fino all'arrivo delle truppe hitleriane durante la seconda guerra mondiale; nel 1939 riparò a Marsiglia. Nel 1942 riuscì a raggiungere gli Stati Uniti e poté insegnare dapprima nella New School for Social Research di New York, nell'American Jewish University di Los Angeles dal 1946 al 1952, nella Columbia University (professore dal 1952 al 1967) e infine nel Jewish Theological Seminary (nel 1967). Fu naturalizzato americano nel 1948. Trascorse gli ultimi anni della sua vita in Israele: morì a Tel Aviv e fu seppellito a Gerusalemme.
Elias Bickerman è considerato uno dei più grandi storici del XX secolo. Secondo Luciano Canfora:
(Luciano Canfora, Noi e gli antichi, Milano : Rizzoli, 2002, p. 90)
Le sue tesi hanno spesso suscitato scalpore. In particolare, nell'opera Der Gott der Makkabäer (Il dio dei Maccabei) Bickerman sostenne che la persecuzione antiebraica di Antioco IV (175-164 a.C.) era iniziata su richiesta di autorità giudaiche ellenizzate di Gerusalemme ormai avversate dal clero indigeno da cui provennero per l'appunto i Maccabei. L'incontro degli Ebrei coi Greci era iniziato prima ancora del la conquista di Alessandro Magno, e aveva influenzato la tecnologia e i modelli culturali; per esempio, la centralità della Torah (ossia il Pentateuco) nella cultura ebraica si era diffusa in analogia con la centralità dei poemi omerici nell'educazione dei greci. Molto popolare fu un suo trattato di cronologia, tradotto anche in lingua italiana.

## Opere
- «Das Edikt des Kaisers Caracalla». In : P. Giss, 40, Berlin : A. Collignon, 1926
- Speusipps Brief an Konig Philipp, Leipzig : Hirzel, 1928
- Alexandre le Grand et les villes d' Asie, Paris : Leroux, 1934
- Die Makkabäer: eine Darstellung ihrer Geschichte von den Anfängen bis zum Untergang des Hasmonäerhauses, Berlin : Schocken Verlag, 1935
- Les préliminaires de la seconde guerre de Macédonie, Paris : Klincksieck, 1935
- Der Gott der Makkabäer. Untersuchungen Über Sinn und Ursprung der Makkabäischen Erhebung, Berlin : Schocken, 1937
- Apochryphal correspondance of Pyrrhus, New York, 1947
- Pouchkine, Marx et l'Internationale esclavagiste, 1950
- Notes on the Greek book of Esther, New York : Jacobs, 1951
- Origines gentium, 1952
- The Septuagint as a translation, New York, 1959
- The historical foundations of postbiblical Judaism, New York : Harper & Brothers, 1960
- Bellum Antiochicum, 1962
- Bénédiction et prière, Paris : Gabalda et C., 1962
- From Ezra to the last of the Maccabees : foundations of post-biblical judaism, New York : Schocken Books, 1962
- The civic prayer of Jerusalem, Cambridge (Mass.) : Harvard University, 1962
- Chronologie, Leipzig : Teubner, 1963
- The Seleucids and the Achaemenids, 1966
- Sur la thélogie de l'art figuratif à propos de l'ouvrage de E. R. Goodenough, Paris : Libraire orientaliste Paul Geuthner, 1967
- Faux littéraires dans l'antiquité classique : en marge d'un livre récent, Torino : Loescher, 1973
- The Jewish historian Demetrios, Leiden : Brill, 1975
- Love story in the homeric Hymn to Aphrodite, Pavia : Amministrazione di Athenaeum, 1976
- Darius I, pseudo-Smerdis, and the Magi  - H. Tadmor, Como : New Press, 1978
- The generation of Ezra and Nehemiah, New York, 1978
- Quattro libri stravaganti della Bibbia : Giona, Daniele, Kohelet, Ester; traduzione italiana a cura di Fausto Parente, Bologna : Patron, 1979
- Religions and politics in the hellenistic and roman periods; a cura di Emilio Gabba e Morton Smith, Como : New press, 1985
- The Jews in the Greek age, Cambridge, Mass. ; London : Harvard University press, 1988
- Gli Ebrei in età greca, Bologna : Il mulino, 1991
- Some reflections on early roman history,
- Studies in Jewish and Christian history, Leiden ; Boston : Brill
- Trajan, Hadrian and the Christians